# Kvitingen (Bømlo)
Ne doit pas être confondu avec Kvitingen.
Kvitingen est une île norvégienne du comté de Hordaland appartenant administrativement à Bømlo.

## Description
Rocheuse et désertique, à fleur d'eau, elle s'étend sur environ 271 m de longueur pour une largeur approximative de 212 m.  